# Statarlänga

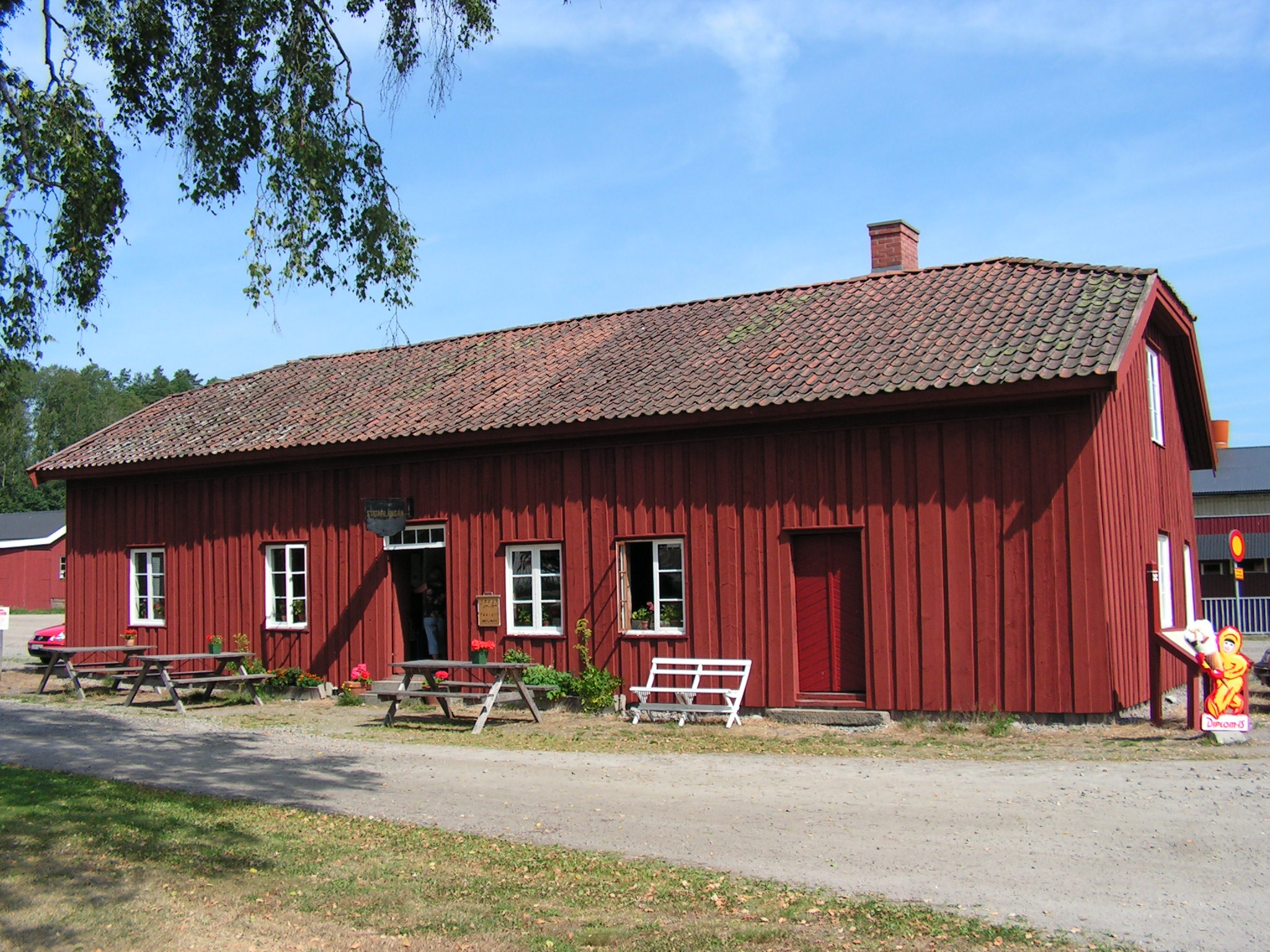
Blomsholms statarlänga.

Statarlänga var ett flerfamiljshus avsett för godsets statare, ofta en enkelt uppförd avlång byggnad i två våningar med plankväggar och typisk för godsen i södra Sverige. Ordet ”statarlänga” uppfanns av Ivar Lo-Johansson.
Bostad i statarlängan ingick i lönen (stat). Byggnaden rymde många hushåll, till exempel sex familjer och ett antal ensamstående daglönare och ett par änkor. Bostäderna var små – ibland hade en familj bara ett rum som samtidigt var kök. Större gods hade flera ”längor”, och utmärkande var att de låg på behörigt avstånd från mangårdsbyggnaden, för att med sin enkelhet inte förstöra besökandes intryck av godset. Vanligt var att de välvårdade ekonomibyggnaderna låg mellan mangården och statarlängorna.
Längorna var ofta slitna, dragiga, kalla och fuktiga och allmänt dåligt underhållna. Vägglöss, kackerlackor och råttor var vanligt förekommande. De dåliga bostäderna uppmärksammades på 1920–1930-talen av studentorganisationen Clarté och av Ludvig "Lubbe" Nordström. Deras dokumentationer ledde till att Socialdemokraterna och Bondeförbundet 1933 (kohandeln) tvingade fram en förbättring av förhållandena.